# Drumcliff
Drumcliff (auch Drumcliffe; irisch Droim Chliabh; dt. „Kamm der Körbe“) ist ein Dorf im County Sligo in Irland. Es liegt acht Kilometer nördlich der Stadt Sligo, an der Nationalstraße N15 zwischen dem Berg Ben Bulben und einer Meeresbucht.
Bekannt ist der kleine Ort wegen eines Hochkreuzes und eines Rundturms, der zu den Resten eines Klosters aus dem 6. Jahrhundert gehört. Das Dorf ist möglicherweise auf der Irlandkarte des Claudius Ptolemäus als „Nagnata“ verzeichnet, war also im 2. Jahrhundert eine bedeutende Siedlung. Das große Wedge Tomb von Coolbeg liegt nordwestlich von Drumcliff.

Yeats’ Grab

St. Colmcille (Columban von Iona) gründete hier etwa 575 n. Chr. ein Kloster auf Ländereien, die angeblich der König Aedh Sohn von Ainmire zur Verfügung stellte. Derselbe soll allerdings Aidán von Ferns als Geisel genommen haben. Im nahen Culdreimne war der Heilige im Jahre 561, bevor er nach Iona ging, an der Schlacht von Cúl Dreimhne beteiligt, bei der es um das Eigentumsrecht an einem Buch ging. Das Kloster in Drumcliff scheint vom 9. bis zum 16. Jahrhundert weithin bekannt gewesen zu sein. Es wurde 1187 von Maelseachlain O’Rourke, dem König von Breifne, geplündert und erneut 1267 und 1315. Der letzte bekannte Abt starb im Jahre 1503.

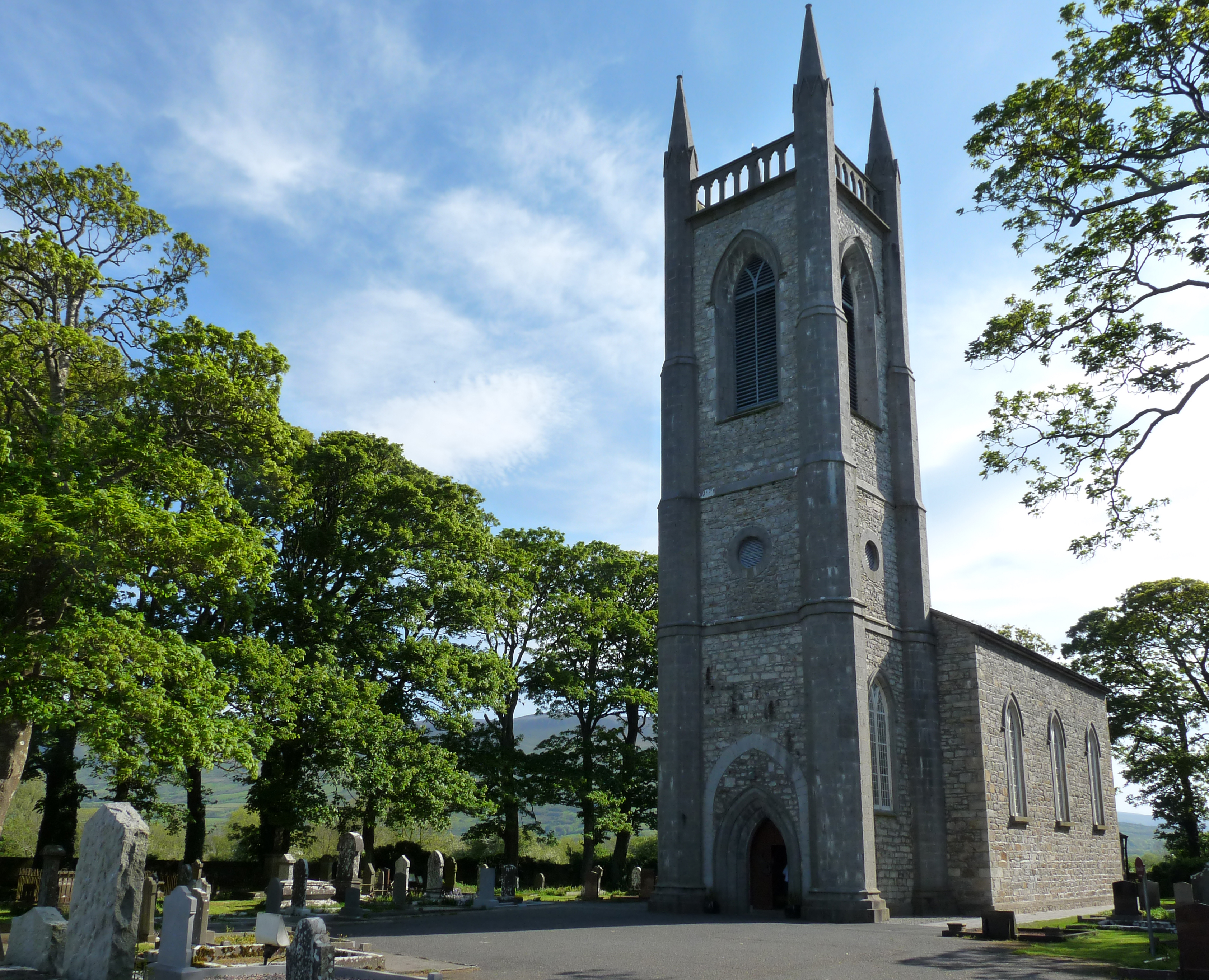
St. Columba

Neben der Straße steht der Stumpf eines Rundturms, in den im Jahre 1396 ein Blitz eingeschlagen hat. Die Überlieferung sagt, dass er in dem Moment zusammenbrechen wird, wenn der klügste Mann an ihm vorüber geht.
Rechts der Zuwegung zum Friedhof steht das etwa um 1000 errichtete nur leicht beschädigte Hochkreuz mit Darstellungen von Adam und Eva, Kain tötet Abel, Daniel in der Löwengrube und der Kreuzigung, ferner Darstellungen von Fabeltieren und Flechtwerk auf den seitlichen Flächen des Kreuzschaftes.

## Grab von William Butler Yeats
Auf dem Friedhof der 1805–1809 errichteten St. Columba’s Church befindet sich das Grab des Dichters William Butler Yeats (1865–1939). Yeats war am 28. Januar 1939 in Menton an der französischen Riviera verstorben und ursprünglich in Roquebrune-Cap-Martin begraben worden. Seine Umbettung nach Drumcliff 1948 und die Grabinschrift entsprachen Anordnungen in der letzten Strophe seines letzten Gedichts Under Ben Bulben.
Drumcliff heißt auch eine Klosterruine mit einem Rundturmrest im County Clare.